# Господа Головлёвы (спектакль)
«Господа Головлёвы» — российский спектакль 2005 года, поставленный на сцене МХТ имени Чехова режиссёром Кириллом Серебренниковым по одноимённому роману Михаила Салтыкова-Щедрина.
Премьера состоялась 7 октября 2005 года. Продолжительность постановки 3 часа с 1 антрактом. Телеверсия 2006 года — 2 часа 35 мин.

## Действующие лица и исполнители
- Арина Петровна Головлёва — Алла Покровская
- Владимир Михайлович Головлёв — Сергей Сосновский
- Порфирий Головлёв — Евгений Миронов
- Степан Головлёв — Эдуард Чекмазов
- Павел Головлёв — Алексей Кравченко
- Володенька — Сергей Медведев
- Петенька — Юрий Чурсин, Виктор Хориняк
- Любинька — Ксения Лаврова-Глинка, Екатерина Соломатина, Мария Карпова
- Аннинька — Евгения Добровольская
- Евпраксеюшка — Юлия Чебакова
- Улита — Мария Зорина
- Дуняшка — Анастасия Дубровская, Татьяна Кузнецова
- Люлькин — Сергей Сосновский
- бурмистр, батюшка, доктор, Кукишев — Олег Тополянский
- старик Илья — Виктор Кулюxин

## Награды и номинации
«Золотая маска» (2007) — «Лучшая мужская роль» (Евгений Миронов); номинации — «Лучший спектакль в драме, малая форма», «Лучшая работа режиссёра», «Лучшая женская роль» (Алла Покровская)

### Критика
- Роман Должанский. Идиотушка (Коммерсантъ)
- Алёна Карась. Евгений Миронов сыграл Иудушку Головлёва (Российская газета)
- Ольга Егошина. Смертельный номер (Новые известия)
- Артур Соломонов. Пришёл упырь (Известия)
- Елена Ямпольская. Тирания суффиксов (Время новостей)